# Bolesław Szabelski
Bolesław Szabelski (ur. 3 grudnia 1896 w Radoryżu, zm. 27 sierpnia 1979 w Katowicach) – polski kompozytor, organista i pedagog związany z Państwową Wyższą Szkołą Muzyczną w Katowicach. Uczeń Karola Szymanowskiego. Współtwórca śląskiej szkoły kompozytorów.
Nauczyciel Henryka Mikołaja Góreckiego.

## Życiorys

Ojciec kompozytora Franciszek Szabelski (1869-1934)

Szabelski dorastał w Sadownem pod Warszawą, gdzie jego ojciec Franciszek osiadł na początku XX wieku i podjął pracę jako organista w tamtejszym kościele. Od 12 roku życia uczęszczał do szkoły organistów przy Warszawskim Towarzystwie Muzycznym. Ukończył ją w 1913 r. jako jeden najlepszych absolwentów. Potem kontynuował naukę gry na organach u Mieczysława Surzyńskiego.
Po wybuchu I wojny światowej Szabelski trafił wraz z wycofującymi się wojskami rosyjskimi do Kijowa. Ukończył tam kurs nauczycielski Macierzy Polskiej i został członkiem Polskiej Organizacji Wojskowej. Po powrocie do Polski w 1918 r. na krótko trafił do Płocka, gdzie był organistą w katedrze i nauczycielem w szkole organistowskiej. Pod koniec 1918 r. zaciągnął się do wojska polskiego. Służył w wileńskim 3. pułku artylerii i brał udział w wojnie polsko-bolszewickiej. Po demobilizacji jesienią 1920 r. udał się na Górny Śląsk i brał udział w przygotowaniach do plebiscytu.
W 1921 r. powrócił do Warszawy. Pracował jako organista, m.in. w kościele garnizonowym na Powązkach. Kontynuował studia organowe u Surzyńskiego, dodatkowo rozpoczął naukę kompozycji u Romana Statkowskiego, a po jego śmierci – studia u Karola Szymanowskiego. To właśnie Szymanowski w 1929 r. polecił Szabelskiego jako pedagoga do organizowanego katowickiego konserwatorium – dzisiejszej Akademii Muzycznej.
W Katowicach Szabelski stał się znany nie tylko jako wirtuoz gry na organach, którą wykładał w konserwatorium (do końca lat 40. koncertował też w katowickich kościołach i radiu), ale też ambitny kompozytor. Śląska publiczność ciepło przyjęła zarówno II Symfonię, jak i Suitę czy Etiudę.

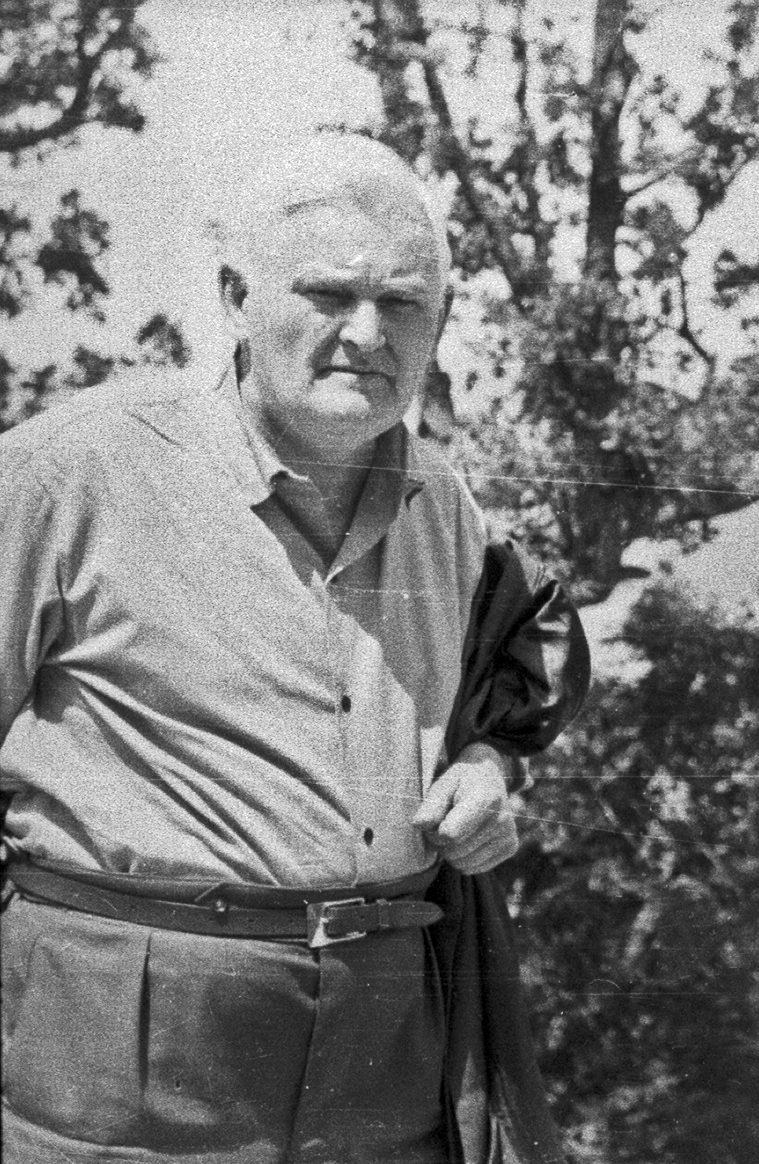
Bolesław Szabelski podczas pobytu w Jugosławii, 1965 r.

Pracę kompozytorską i dydaktyczną przerwał wybuch wojny. Szabelski już 1 września 1939 r. opuścił Katowice. Jego nazwisko figurowało w tzw. Sonderfahndungsbuch Polen – sporządzonej przez Gestapo liście polskich intelektualistów, których planowano zgładzić. Ukrywał się w rodzinnym Sadownem. Wstąpił do AK. Pod pseudonimem „Chmiel” brał udział w akcjach bojowych, kolportował podziemne wydawnictwa, przerzucał konspiratorów. Mimo to nieustannie komponował. Podczas okupacji powstały Sonata Organowa, Magnificat, Concertino na fortepian i orkiestrę.
Do Katowic wrócił po wyzwoleniu w lutym 1945 r. i od razu włączył się w powojenny rozruch katowickiego konserwatorium. Po jego reorganizacji na Państwową Wyższą Szkołę Muzyczną został dziekanem wydziału pedagogicznego. Zaczynał też wykładać kompozycję i do 1955 r. grę na organach. W tym samym roku razem z bratem Józefem otworzył w Katowicach Ligocie prywatną szkołę umuzykalniającą. Jego placówka przetrwała do 1950 r. W 1959 r. został profesorem zwyczajnym.

Szabelski wita Leopolda Stokowskiego na dworcu PKP w Warszawie, 20 maja 1958 r.

Renomę kompozytora na skalę krajową Szabelski zaczął zdobywać w drugiej połowie lat 40. Jego utwory wykonywała wówczas katowicka orkiestra Polskiego Radia pod kierunkiem Grzegorza Fitelberga, później jego utwory wykonywano pod dyrekcją innego znakomitego śląskiego dyrygenta Karola Stryi lub Jana Krenza.
Echa twórczości Szabelskiego szybko przedostały się za granicę. Szabelski utrzymywał kontakty m.in. z francuską kompozytorką i pedagogiem Nadią Boulanger, czy działającym w USA polskim dyrygentem Leopoldem Stokowskim, który wykonał m.in. Toccatę w USA. Władze PRL nie godziły się na zagraniczne wyjazdy Szabelskiego – poza wizytą w Jugosławii w latach 60. Nie mógł on więc osobiście prezentować swoich utworów.
Okres największej popularności Szabelskiego rozpoczął się w drugiej połowie lat 50. na forum Warszawskiej Jesieni, wówczas nowym festiwalu muzyki współczesnej, na którym twórczość Szabelskiego była obecna od jego zarania, czyli od 1956. W 1959 Szabelski na III Warszawskiej Jesieni zaprezentował swoje przełomowe dzieło – Improwizacje. Wprawiał tym samym publiczność w zdumienie i zachwyt, bo Improwizacje, choć stworzył je 60-letni kompozytor, były utworem na wskroś awangardowym. W podobnym kierunku szły odtąd wszystkie jego następne utwory. Szabelski komponował nieustannie aż do śmierci. Zmarł 27 sierpnia 1979. Pochowany został na cmentarzu w Katowicach Panewnikach.
W 2010 uchwałą Rady Miasta Katowice poświęcono kompozytorowi skwer w Ligocie, znajdujący się przy skrzyżowaniu ulic Panewnickiej i Piotrowickiej. Uroczyste nadanie nazwy miało miejsce 16 kwietnia 2011. Na skwerze stoi od 2019 roku Ławeczka Bolesława Szabelskiego.

## Życie prywatne

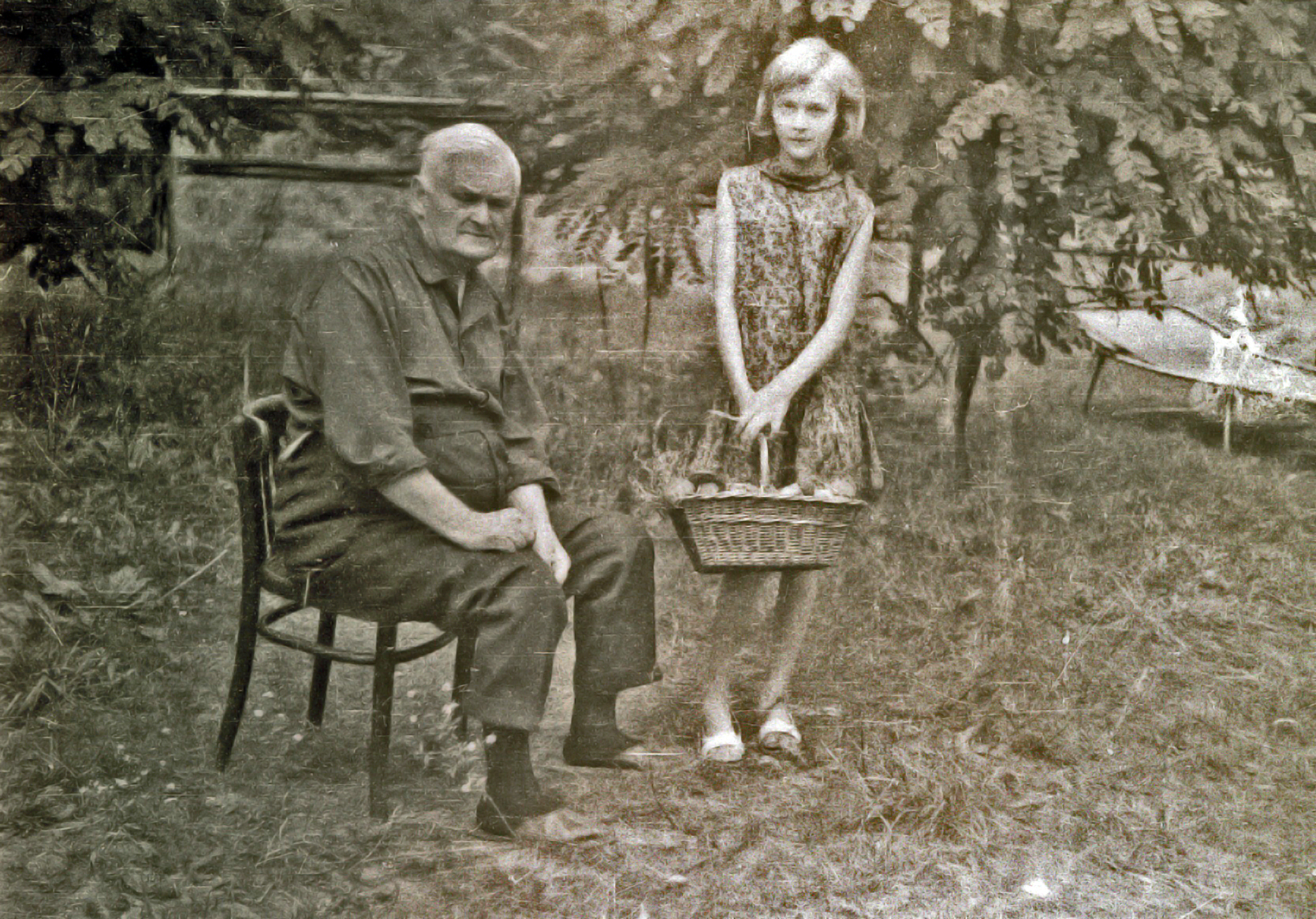
Bolesław Szabelski z córką Marią, Sadowne pod Warszawą, lata 60. XX w

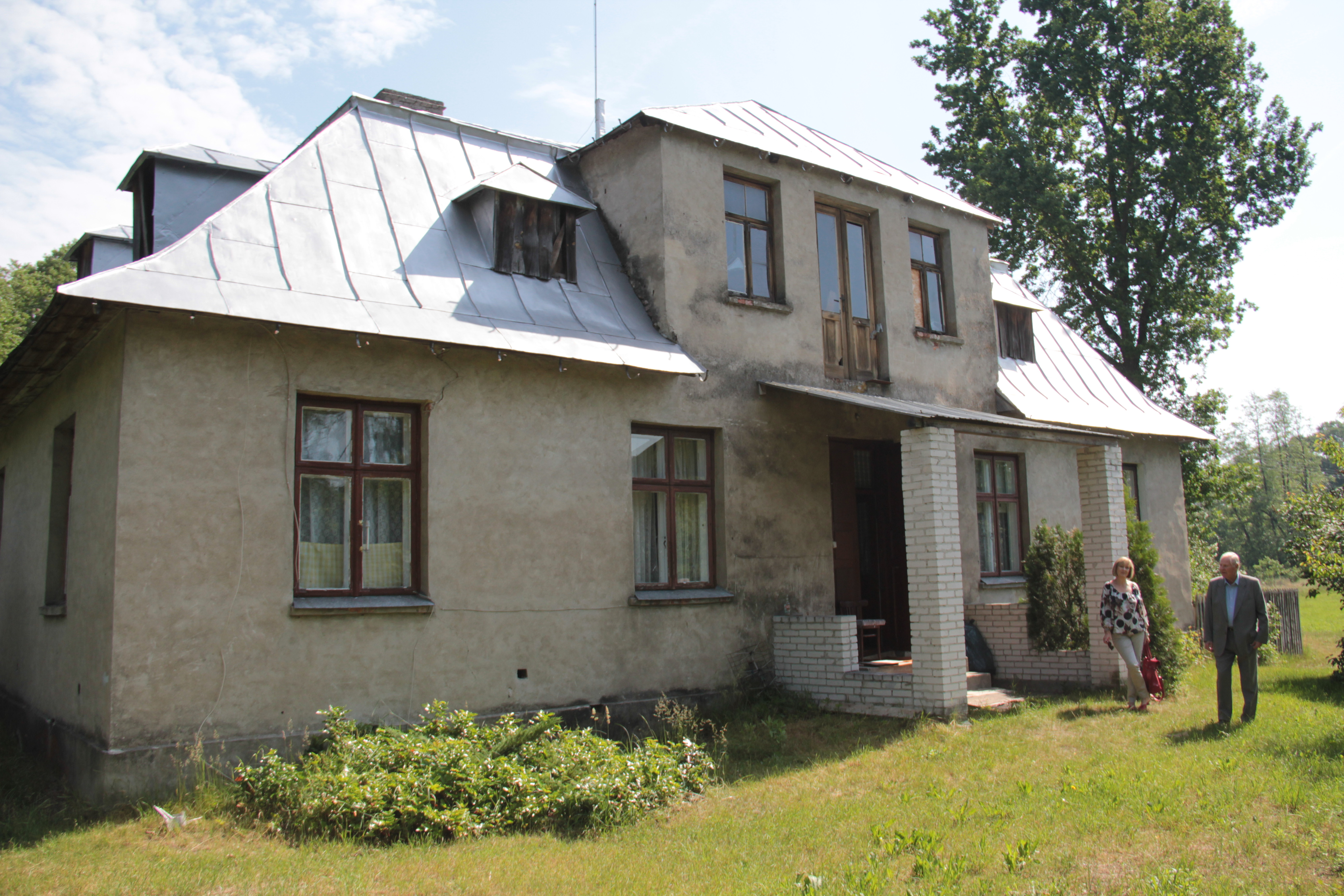
Dom rodzinny Bolesława Szabelskiego w Sadownem

Szabelski był człowiekiem wyjątkowo skromnym. Do spraw doczesnych przywiązywał małą wagę, pochłaniała go wyłącznie muzyka. Do legendy katowickiego konserwatorium przeszła jego małomówność (studenci mówili o nim „milczek”), ale też serdeczność i otwartość z jaką traktował swoich uczniów. Właśnie dlatego, z tego powodu zdobył pseudonim „Sługa Boży”. Z reguły unikał publicznych wystąpień czy wywiadów dla mediów.

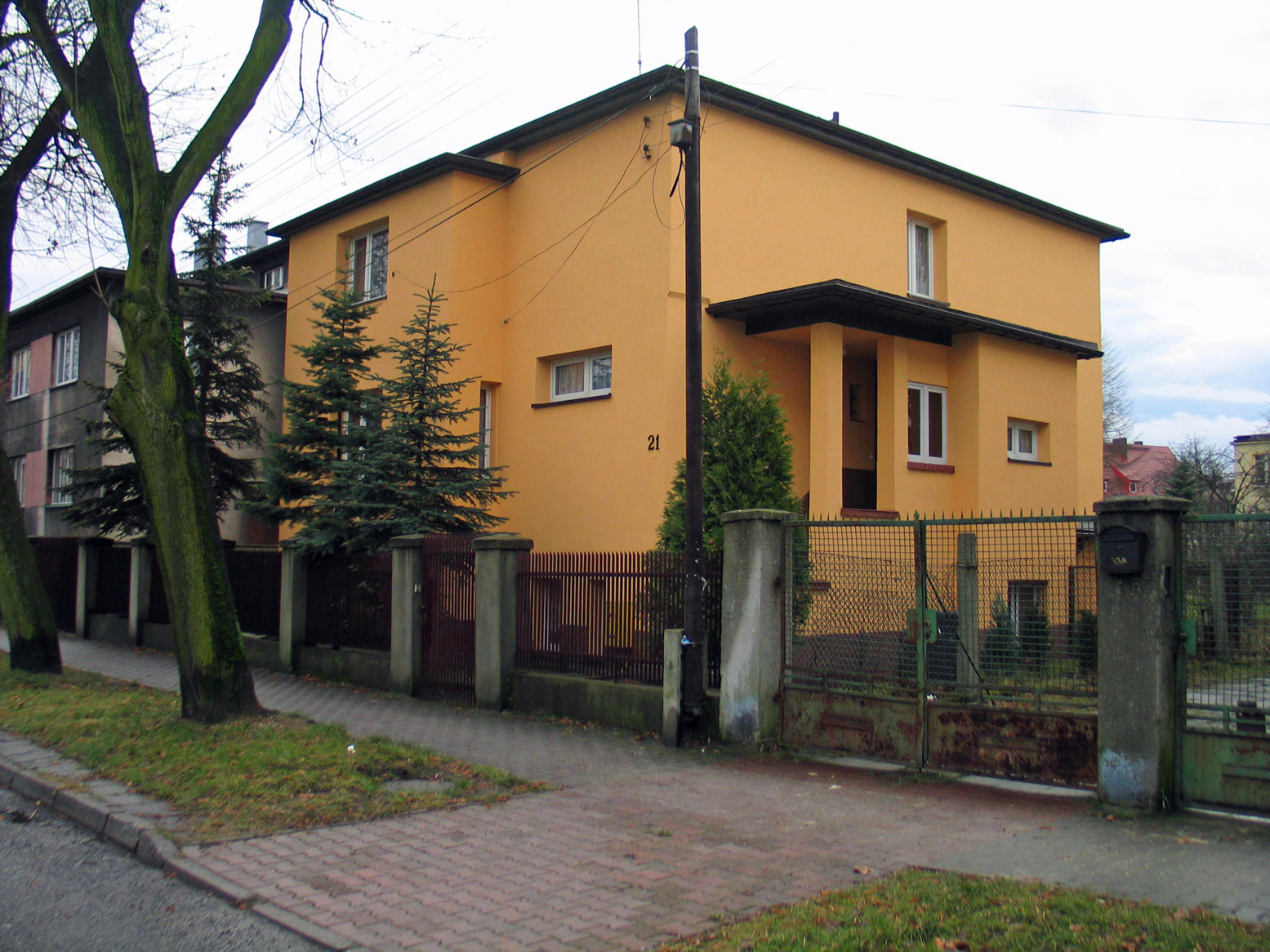
Willa przy Wileńskiej 21, w której Szabelski mieszkał po wojnie

Zdarzało się, że kompozytor zachowywał się inaczej. Raz Szabelski zadziwił wszystkich. Na bankiecie w hotelu Forum wdał się w dyskusję. W efekcie przegadał samego Fittelberga  – wspomina Jan Krenz.
Z wyjątkiem wstąpienia zaraz po wojnie do Stronnictwa Demokratycznego, co podyktowane było bardziej przymusem afiliacji niż poglądami, Szabelski nie angażował się politycznie. Utrzymywał bliskie kontakty zarówno z państwowymi urzędnikami, jak i hierarchią kościelną, m.in. z biskupem katowickim Herbertem Bednorzem.
Po wojnie, po powrocie do Katowic władze przyznały mu zajmowaną przez deportowanych Niemców willę w Katowicach Ligocie przy ulicy Wileńskiej 21. W 1955 r. ożenił się z Ireną Marmol (zm. 2009), rok później na świat przyszła ich córka – Maria. Rodzina zamieszkała w willi w Katowicach Ochojcu przy ul. Nad Jarem. Tam Szabelski komponował do ostatnich dni swojego życia.

## Twórczość

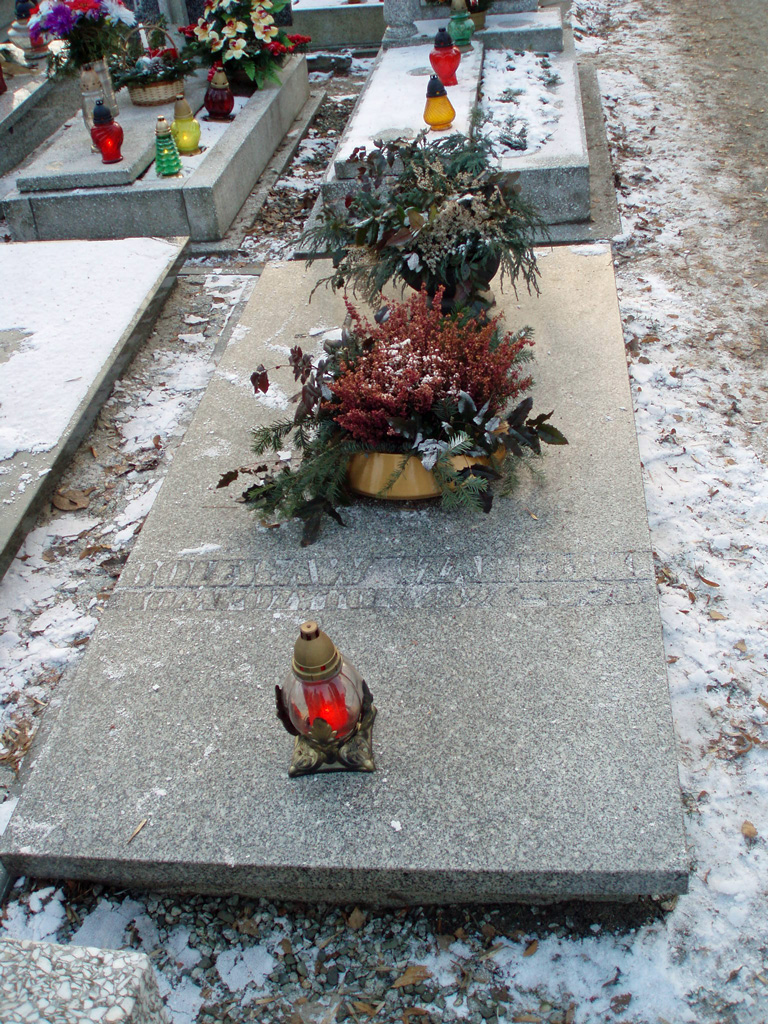
Grób Ireny i Bolesława Szabelskich na cmentarzu w Katowicach Panewnikach

Szabelski jest twórcą trzydziestu dwóch utworów. Dominują utwory symfoniczne – m.in. 5 symfonii, Concerto grosso, Concertino, koncerty na flet i na fortepian. Ten ostatni instrument odgrywał w jego twórczości symfonicznej sporą rolę. Często sięgał po chór. Mimo że Szabelski był wirtuozem organów, utworów przeznaczonych na ten instrument napisał tylko kilka. Równie niewiele stworzył utworów stricte kameralnych – to jedynie Kwartet smyczkowy i Aforyzmy 9.
Pod względem stylistycznym twórczość kompozytora charakteryzuje dynamika i bogata warstwa tonalno-harmoniczna. W utworach tworzył napięcia dynamiczno-brzmieniowe, ale tematy, po które sięgał, nigdy nie powtarzały się. Jeśli wracały, to poddane wariacji, która w jego muzyce nabierała permanentnego charakteru. Charakterystyczny dla jego niego jest też kontrast następujących po sobie części utworów.
Dorobek kompozytorski Szabelskiego można podzielić na dwa okresy, z których każdy dzieli się na poszczególne fazy:
Okres tematyczny trwał od zarania kariery muzycznej Szabelskiego do prezentacji Sonetów na Warszawskiej Jesieni w 1957 r. W fazie szkolnej trwającej do końca lat 20. XX w. powstały zaginione dziś Wariacje Fortepianowe, I Kwartet Smyczkowy, Kantata do słów Ody do Radości, I Symfonia. Kończy ją Passacaglia na organy i II Symfonia. Utwory te, choć inspirowane muzyką późnego romantyzmu czy twórczością Szymanowskiego, zdradzają jednak indywidualny styl, który Szabelski będzie rozwijał dalej.
W fazie drugiej przypadającej na lata 30. i 40. XX w. powstały Suita, Etiuda, Sonata Organowa i Simfonietta. Tutaj Szabelski inspirował się neoklasycyzmem, w utworach słychać ślady barokowego monumentalizmu, a także podobieństwa do twórczości Igora Strawinskiego.
Styl ten rozwija w fazie trzeciej (1949–1957), kiedy tworzył monumentalne III i IV Symfonię czy Concerto Grosso. Barokowe rozwiązania chociażby w narracji czy rozbudowanych liniach melodycznych widać również w Marszu Żołnierskim czy Poemacie Bohaterskim.
Okres atematyczny (1957–1966) w fazie pierwszej cechuje się zerwaniem z dotychczasowym stylem na rzecz awangardy. Szabelski sięgał tu po technikę dodekafonii, zbliżał się do twórczości Antona Weberna. Zamiast rozbudowanej formy wypowiedzi tworzył formy lapidarne. W tym okresie powstawały Sonety, Wiersze, Improwizacje, Aforyzmy 9, Preludia, Koncert Fletowy, V Symfonia.
Faza druga (od 1966 aż do śmierci) odznaczała się jeszcze większą kompresją wypowiedzi. Taką maksymalnie lapidarną formę przyjmuje Reduta 56, poemat symfoniczny Kopernik czy jego ostatnie dzieło Koncert Fortepianowy.

## Lista kompozycji

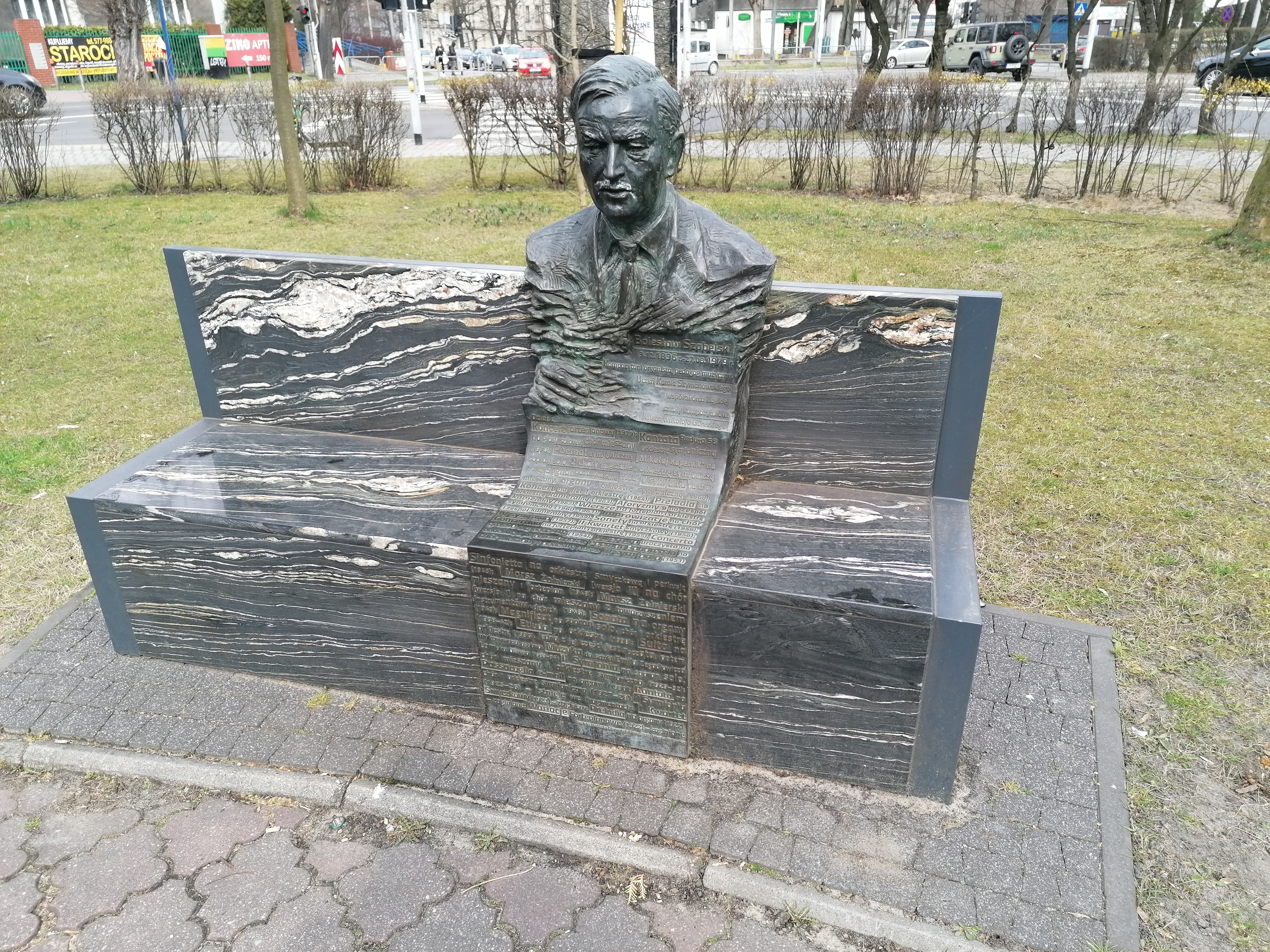
Ławeczka Szabelskiego w katowickiej Ligocie

- Wariacje Fortepianowe (1922) – zaginione
- Preludia na organy (1922) – zaginione
- I Kwartet Smyczkowy (1923) – zaginiony
- I Symfonia (1925–26) – istnieje we fragmentach
- Kantata na chór i orkiestrę (1927–28)
- Passacaglia e-moll na organy (1930)
- II Symfonia (1929–32)
- Muzyka do sztuki Emila Zegadłowicza Lampka Oliwna (1933–34)
- Suita na orkiestrę (1936), jedną z jej części jest Toccata, potem wykonywana osobno
- Etiuda na orkiestrę (1938)
- Magnificat na sopran solo, chór i orkiestrę (1938–42)
- Sonata na organy (1943)
- Marsz Żołnierski (1946)
- Sinfonietta na orkiestrę smyczkową i perkusję (1946)
- III symfonia (1951)
- Poemat Bohaterski na chór mieszany i orkiestrę (1952)
- Uwertura uroczysta na orkiestrę (1953)
- Concerto grosso (1954)
- Concertino na fortepian i orkiestrę (1955)
- II Kwartet smyczkowy (1956)
- IV symfonia (1957)
- Sonety na orkiestrę (1958)
- Improwizacje na chór i zespół kameralny (1959)
- Wiersze na fortepian i orkiestrę (1961)
- Aforyzmy 9 (1962)
- Preludia na orkiestrę kameralną (1963)
- Koncert na flet i orkiestrę (1964)
- V symfonia (1968)
- Sygnał pozdrowienie (1968)
- Poemat symfoniczny „Mikołaj Kopernik” na sopran solo, 2 chóry mieszane i orkiestrę (1976)
- Kantata Reduta 56 (1976)
- Koncert fortepianowy (1979)

## Uczniowie
Szabelski był w katowickim konserwatorium, w latach 1929–1955 (z przerwą na lata okupacji), wykładowcą gry na organach. Od 1949 wykładał kompozycję, także dla studentów sekcji teorii. Pracę dydaktyczną kontynuował po przejściu na emeryturę w 1967 – uczniowie odwiedzali go wówczas w domu.
Szabelski wraz z Bolesławem Woytowiczem, innym kompozytorem związanym z katowickim konserwatorium jest współtwórcą śląskiej szkoły kompozytorów. Oni sami, jak i ich wychowankowie wywarli duży wpływ na życie muzyczne kraju.
Uczniowie w klasie kompozycji: Jan Wincenty Hawel, Henryk Mikołaj Górecki, Zdzisław Szostak, Stanisław Kotyczka, Zbigniew Bargielski, Edward Bogusławski, Piotr Warzecha, Gabriela Moyseowicz, Aleksander Glinkowski, Ryszard Gabryś, Tadeáš Salva, Bronisław Kazimierz Przybylski, Jan Partyka. Uczniowie w klasie organów: Jan Gawlas, Antoni Poćwierz, Kazimierz Bała, Irma Thenior-Janecka, Bronisław Sierakowski.

## Ważniejsze nagrody i wyróżnienia
- 1953 – nagroda państwowa II stopnia[7]
- 1954 – Krzyż Oficerski Orderu Odrodzenia Polski[8]
- 1959 – Krzyż Komandorski Orderu Odrodzenia Polski
- 1961, 1967 – Nagroda Związku Kompozytorów Polskich
- 1966 – nagroda państwowa I stopnia[9]
- 1972 – Odznaka 1000-lecia Państwa Polskiego
- 1974 – Order Sztandaru Pracy I klasy[10]
- 1976 – Krzyż Komandorski z Gwiazdą Orderu Odrodzenia Polski
- wielokrotnie nagrody państwowe i nagrody ministra kultury i sztuki